# Refuge du Mont-Fallère
Le refuge du Mont-Fallère est un refuge de montagne des Alpes italiennes situé dans la combe de Vétan, sur la commune de Saint-Pierre, en Vallée d'Aoste, à 2 385 mètres d'altitude.

## Caractéristiques
Le refuge se trouve dans la combe de Vétan, entre le mont Fallère, le mont Rouge et le mont de Vertosan, dans la localité Les Crottes, près du lac des Grenouilles.
Il a été inauguré le 28 juillet 2012. Construit à partir de pierres et de bois ancien, il est inspiré des chalets traditionnels de montagne. Le refuge est également accessible aux personnes à mobilité réduite.
Le refuge, le site qui l'entoure ainsi que les chemins d'accès sont agrémentés de nombreuses sculptures sur bois de l'artiste Siro Viérin et constitue un véritable « musée à ciel ouvert ».
La spécialité culinaire du refuge est le rôti de cerf au Torrette.

## Accès
Le refuge est accessible au départ de Vétan ou de Thouraz.
Il se situe sur le parcours du Tour du Mont Fallère.

## Ascensions
- Mont Fallère - 3 061 mètres
- Pointe de Chaligne - 2 607 mètres
- Pic de France - 2 312 mètres
- Traversée sur Vertosan

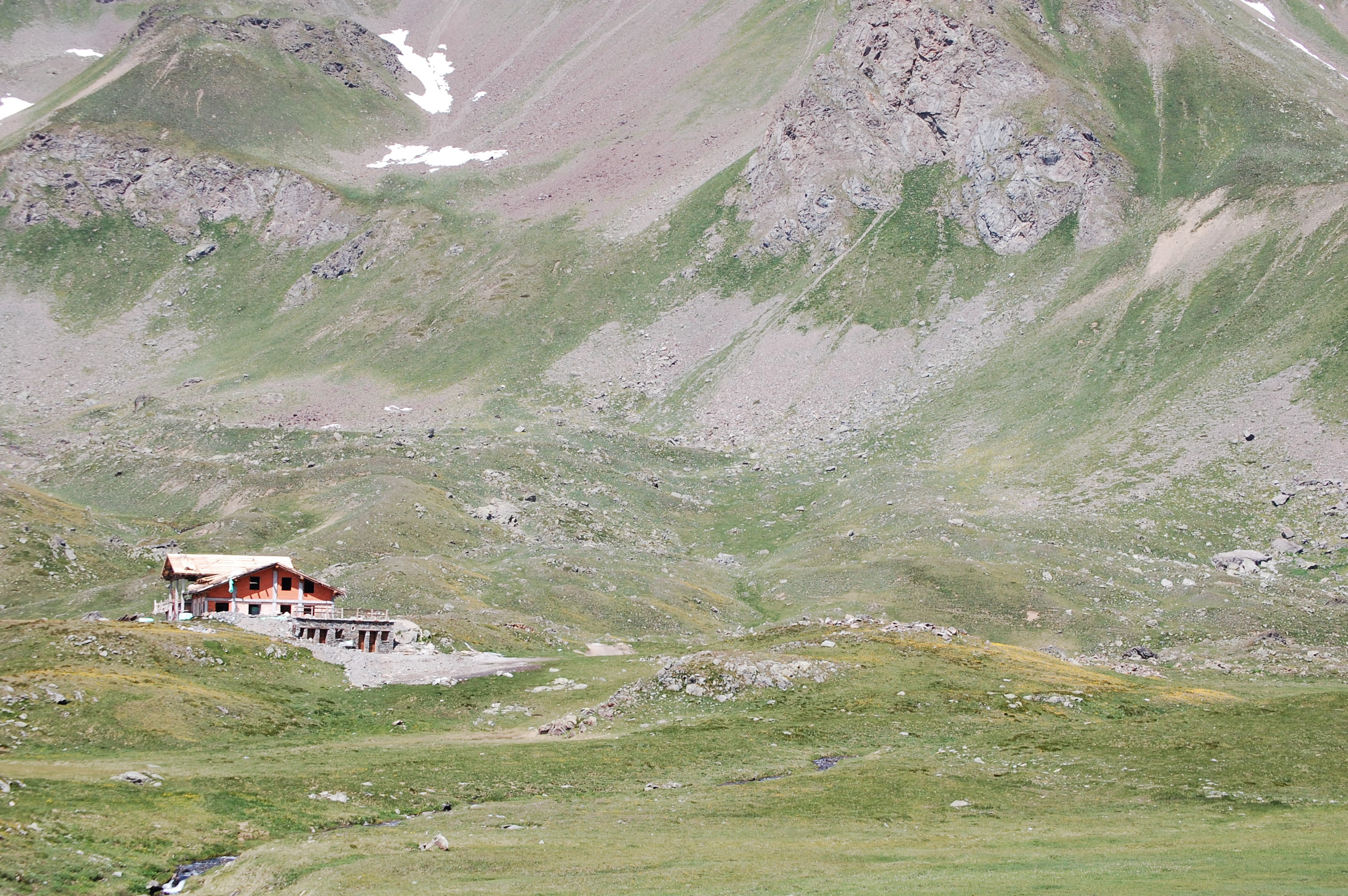
Vue du refuge du Mont-Fallère en construction en 2009.
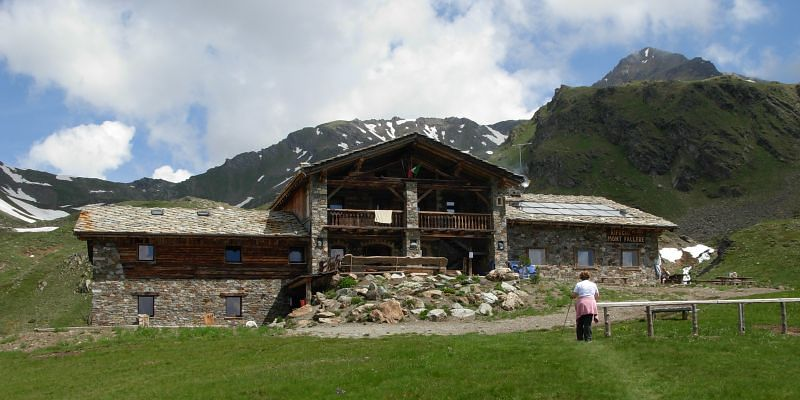
Le refuge en 2013.
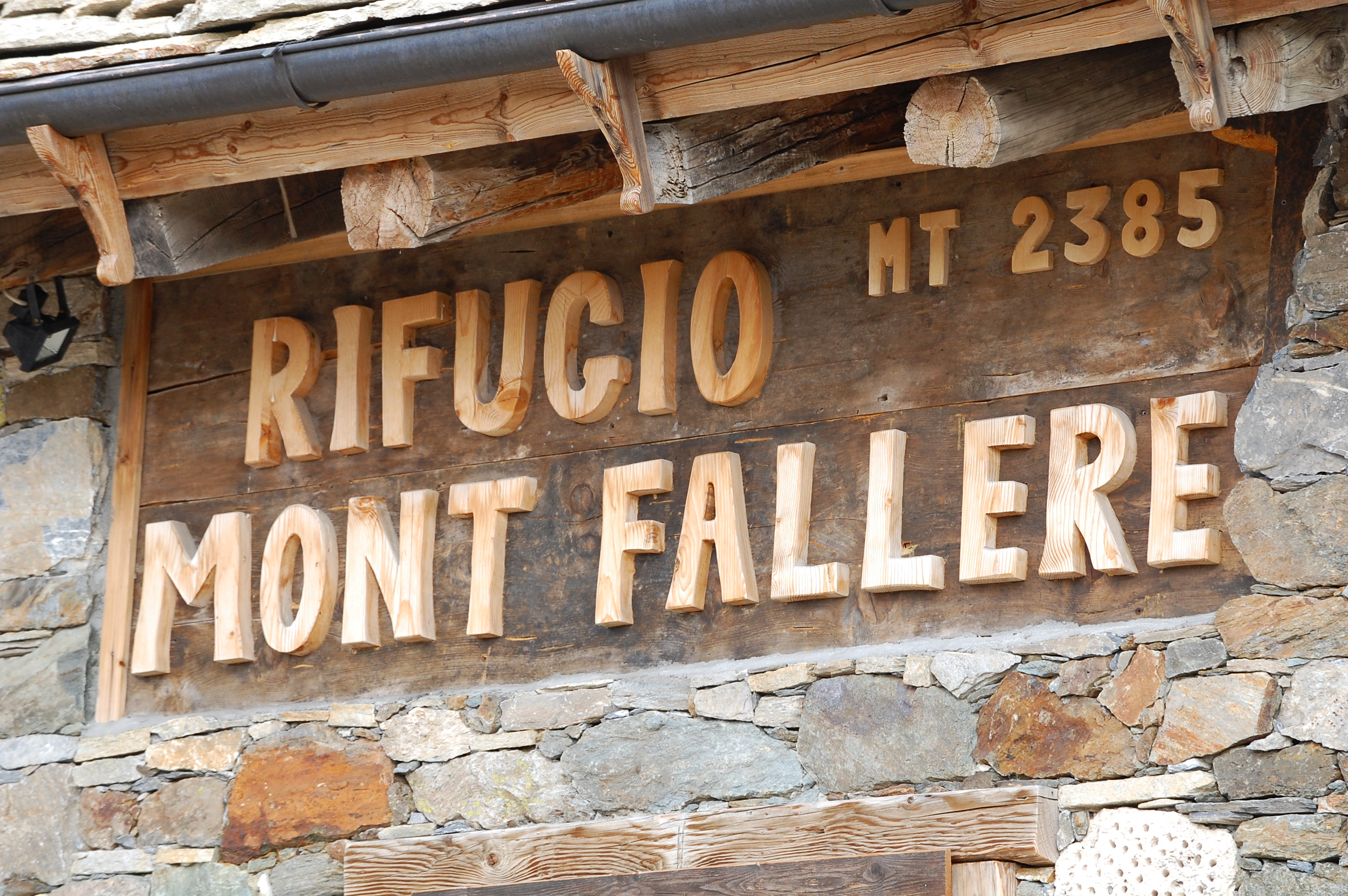
Vue de l'enseigne du refuge indiquant son altitude.
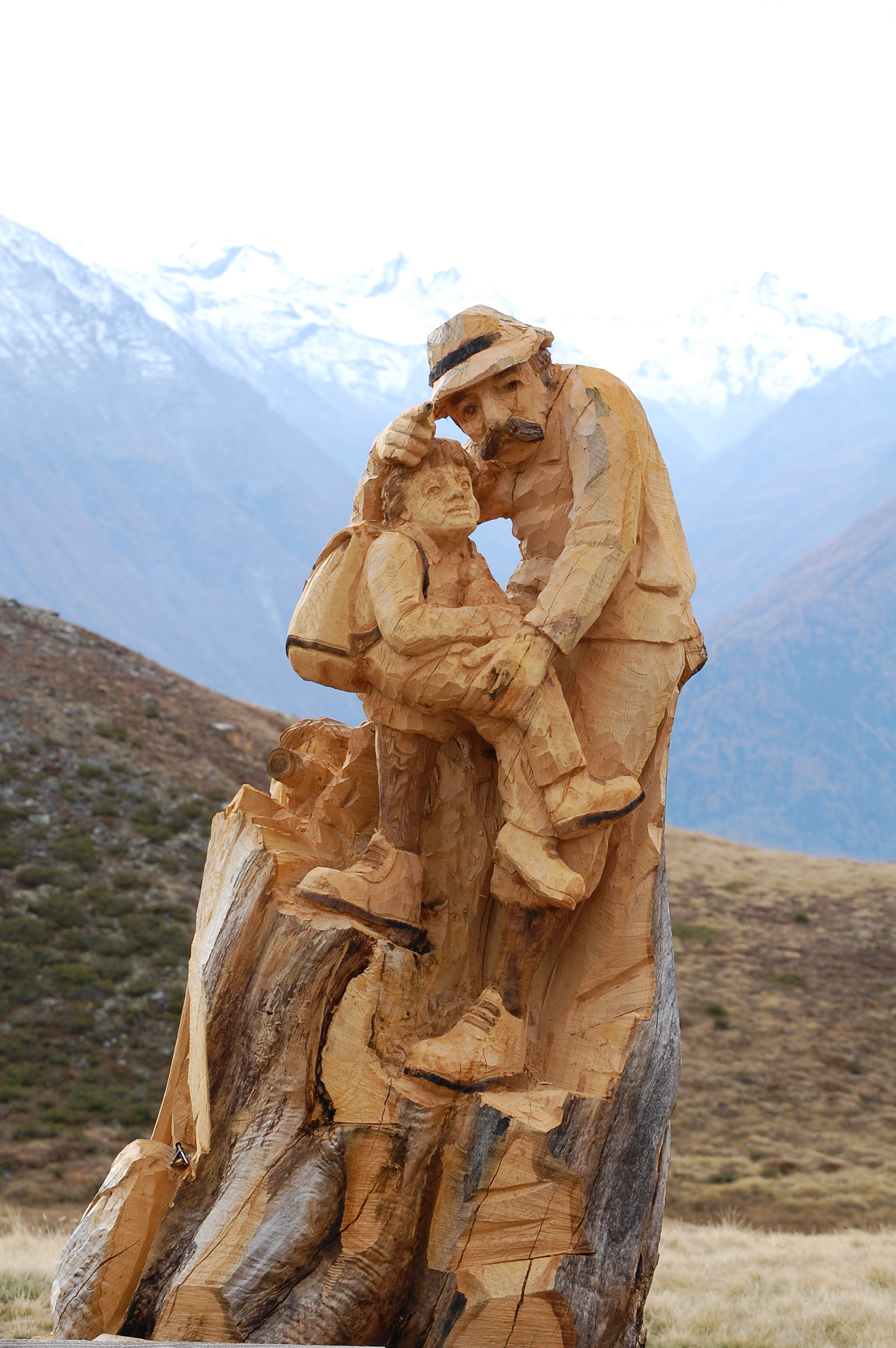
Vue d'une des nombreuses sculptures de Siro Viérin autour du refuge.